# أحمد شيك
أحمد شيك (بالتركية: Ahmet Şık) (مواليد 1970 في أضنة) هو صحفي استقصائي تركي، ألف العديد من الكتب، وهو ناشط نقابي. في كتابهجيش الإمام قام بنشر تحقيقه حول تغلغل جماعة كولن التابعة للداعية الإسلامي فتح الله كولن، مما أدى لاعتقاله وحضر الكتاب في تركيا. كما أنه ما يزال على لائحة الاتهام المتعلقة بقضية "Oda TV" في إطار تحقيقات منظمة إرغينكون واعتقل عام كامل سنة 2011 بسببها. تم تجديد اعتقال. تم اعتقاله مجدداً في 29 ديسمبر 2016 بتهمة الترويج لتنظيم إرهابي، وذلك بعد تضامنه مع صحيفة جمهوريت التركية، التي تم اعتقال العديد من صحفييها، وقام أحمد شيك بنشر تغريدة تنتقد الديكتاتورية في بلاده.